# SV Germania Bietigheim (Bietigheim-Bissingen)
Der SV Germania Bietigheim ist ein Fußballverein aus Bietigheim-Bissingen.

## Geschichte
Der Verein wurde 1909 gegründet und hatte seine erfolgreichste Zeit in den 1960er und 1970er Jahren, als man von 1960 bis 1978, lediglich mit zwei Unterbrechungen in der Saison 1967/68 und von 1971 bis 1973 in der Amateurliga Württemberg, der damals höchsten Amateurklasse spielte. 1962 gewannen die Spieler des SV Germania Bietigheim den WFV-Pokal. Im Endspiel vor 2000 Zuschauern in Esslingen bezwangen die Ellentäler den FV Nürtingen mit 2:0 durch Tore von Lutz und Babl. Neben dem Gewinn des WFV-Pokals war der größte Erfolg des Vereins die Vizemeisterschaft in der Amateurliga Württemberg im Jahr 1976, womit Germania Bietigheim nur knapp die Aufstiegsspiele zur 2. Fußball-Bundesliga verpasste.
1978 qualifizierte sich der Verein weder für die neu geschaffene Oberliga Baden-Württemberg, noch für die darunter eingerichtete Verbandsliga Württemberg und musste in die Landesliga. Nachdem der Verein noch dreimal in die Verbandsliga zurückkehren konnte, verabschiedete man sich mit dem letzten Abstieg aus der höchsten württembergischen Liga im Jahr 1988 endgültig aus dem höherklassigen Fußball.
Von 1988 bis 1994 spielte man in der Landesliga noch eine gute Rolle, ehe man sportlich in der Bedeutungslosigkeit verschwand und nach zwei Abstiegen in Folge im Jahre 1996 kurz vor der Auflösung stand. Der damalige sportliche Leiter Thomas Marbach und Vorstand Heinz Schütt gelang es kurz vor Ende der Wechselfrist doch noch eine Mannschaft zusammen zu stellen. Marbach und der neue 1. Vorstand Karl-Heinz Klein versuchten in den Folgejahren mit brasilianischen Gastspielern den Verein wieder in die Bezirksliga zu hieven. Dieses Projekt scheiterte letztlich im Elfmeterschießen in den Aufstiegsrelegationsspielen im Jahre 2001 als der SV Germania in Pleidelsheim gegen den FC Marbach verlor und in der Kreisliga A bleiben musste. Erst im darauffolgenden Jahr unter Trainer Manfred Jung und mit der Abkehr der brasilianischen Verstärkungen schafften die Germanen die Rückkehr auf Bezirksligaebene im Jahre 2002.
In den weiteren Jahren etablierte man sich wieder im Bezirksoberhaus und konnte unter Trainer „Charly“ Hayta im Jahr 2005 mit der Vize-Meisterschaft einen Achtungserfolg landen. Danach aber versank man zusehend im Mittelmaß, nur der Pokalsieg 2010 unter Trainer Marco Bärschneider polierte die jahrelange sportliche Durststrecke ein wenig auf. Die sportliche Misere erreichte 2012 dann ihren Höhepunkt als man als Tabellenletzter abgeschlagen den Gang in die Kreisliga A antreten musste.
Der Vorstand Holger Conrad und Oliver Häusler reagierte und nahm den ehemaligen Germanen-Spieler Matthias Schmid unter Vertrag, der den sofortigen Wiederaufstieg herbeiführen sollte. Schmid, wenige Monate zuvor beim GSV Pleidelsheim freigestellt, folgten zahlreiche Spieler vom GSV zu den Germanen was zum damaligen Zeitpunkt für reichlich Wirbel sorgte. Das Projekt gelang und die Germanen errangen nach 2002 erneut den Titel in der Kreisliga A verbunden mit der Rückkehr in die Bezirksliga.
Ab 2013 waren die Germanen immer unter den ersten sechs Mannschaften zu finden, konnten aber nie bis zum Ende um einen der beiden vorderen Plätze mitspielen. Erst in der Saison 2017/18 entschied man sich, den Kader so aufzurüsten, dass man als Favorit in die Runde gehen konnte. Am Ende der Saison wurden die Germanen ihrem Status gerecht und Schmid konnte den zweiten Aufstieg mit den Germanen feiern und nach 24 Jahren die Germanen wieder in die Landesliga zurückführen. Nach sechs Spielzeiten in der Landesliga stieg man 2024 wieder in die Bezirksliga ab.

## Erfolge
- WFV-Pokalsieger 1962
- Vize-Meister 1. Amateurliga Nordwürttemberg 1976
- Meister 2. Amateurliga Württemberg 1968 und 1973
- Meister der Landesliga Staffel 1 1979, 1984 und 1986
- Bezirkspokalsieger Enz/Murr 2010
- Meister Kreisliga A 2002 und 2013
- Meister Bezirksliga Enz/Murr 1983 und 2018[1]

## Trainer
- Wolfgang Krenn (1982–1988)
- Eckhard Kloft (1988–1994)
- Michael Teller (1994–1996)
- Friedhelm Sturm (07/1996 – 11/1996)
- Perry Zuidema (11/1996 – 03/1998)
- Günter Major (03/1998 – 06/1998)
- Walter Weinmann (1998–1999)
- Klaus Lachner (07/1999 – 12/1999)
- Thomas Marbach(2000–2001)
- Manfred Jung (2001–2003)
- „Charly“ Hayta (2003–2006)
- Klaus Kratochwil (2006–2007)
- Marco Bärschneider (2007–04/2012)
- Marius Huptas (04/2012 – 07/2012)
- Matthias Schmid (07/2012 – 06/2020)
- Andreas Eschenbach (07/2020 – 10/2021)
- Holger Ludwig (10/2021 –)

## Bekannte Spieler
- Manfred Reiner, späterer Vertragsspieler beim Karlsruher SC und dem VfB Stuttgart.
- Thomas Epp, späterer Vertragsspieler u. a. beim VfL Bochum und Eintracht Frankfurt.
- Bernd Leno, Torspieler beim FC Fullham in England, vormals bei den Fußball-Bundesligisten Bayer 04 Leverkusen und VfB Stuttgart und beim Premier-League-Verein FC Arsenal.[2]
- Gert Fröhlich, später Profi u. a. bei Rot-Weiß Oberhausen, Fortuna Düsseldorf, Freiburger FC, BC Augsburg
- José-Alex Ikeng, ehemals VfB Stuttgart II, Werder Bremen II, FC Ingolstadt und Hansa Rostock, spielte in der Jugend für Germania
- Walter Thomae, später Co-Trainer von Rainer Adrion beim VfB Stuttgart II und Leiter des Nachwuchsleistungszentrums des VfB Stuttgart